# Jean Diwo
Jean Diwo, né le 27 décembre 1914 à Paris et mort dans cette même ville le 9 juin 2011, est un journaliste et écrivain français.

## Biographie
Jean Diwo débute dans le journalisme en travaillant à Paris-Soir pour payer ses études de lettres modernes à la Sorbonne. 
En décembre 1959, alors qu'il dirige le service des reportages couleurs de Paris Match, Gaston Bonheur lui demande de prendre la direction de la rédaction d'un nouveau magazine qui n'est encore qu’à l'état de projet : Télé 7 Jours, fondé par Jean Prouvost, dont le premier numéro sortira le 24 mars 1960 pour le programme TV du 26 mars 1960 au 1er avril 1960. Il dirigera Télé 7 jours jusqu'en 1981.
Après le décès de son épouse, Jacqueline Michel, en 1981, Jean Diwo, tout juste retraité, se tourne vers la littérature pour se ressourcer et publie chez Denoël une histoire de la brasserie Lipp. L'ouvrage est un succès de librairie, apprécié de la critique, et Jean Diwo décide alors de persévérer dans la littérature. L’Académie française lui décerne le Prix Roland de Jouvenel en 1982 pour ce livre.
Il commente en 2006 : « Les livres m'ont sauvé, ils m'ont offert une deuxième vie. »
Devenu romancier sur le tard, Jean Diwo s'affirme bientôt comme un auteur à succès de romans historiques. En 1985, il commence à écrire Les Dames du faubourg, une trilogie consacrée à l'histoire du faubourg Saint-Antoine depuis Louis XI : cette suite romanesque s'écoule à plus d'un million d'exemplaires.
Il a publié en 1990 Les Violons du roi aux Éditions Denoël, qui relate la saga des luthiers de Crémone, et notamment de Stradivarius.
Depuis plusieurs années, ses apparitions s’étaient faites de plus en plus rares. Son dernier roman, La Calèche, a été publié en 2010. Il s'est éteint dans la nuit du 9 au 10 juin 2011 à l'âge de 96 ans.
Il est le père du journaliste François Diwo.

## Œuvres
- Hotel recommandé, Fayard, 1954.
- Chez Lipp, Denoël, 1981.
- Le Livre du cochon. La vie de cochon en 21 siècles d'histoire et 165 recettes de cuisine, avec Irène Karsenty, 1984.
- Les Dames du faubourg, Gallimard, 1987, tome I.
  - Les Dames du Faubourg, Gallimard, 1989, tome II : Le Lit d'acajou.
  - Les Dames du Faubourg, Gallimard, 1991, tome III : Le Génie de la Bastille.
- Les Violons du roi, Denoël, 1992.
- Au temps où la Joconde parlait, J'ai Lu, 1993.
- L'Empereur, J'ai Lu, 1996.
- Les Dîners de Calpurnia, J'ai Lu, 1997  (ISBN 978-2080670618).
- La Fontainière du Roy, J'ai Lu, 1999  (ISBN 978-2290052044).
- Les Ombrelles de Versailles, J'ai Lu, 2000  (ISBN 978-2290302361).
- Les Chevaux de Saint-Marc, J'ai Lu, 2002  (ISBN 978-2290318140).
- Le Printemps des cathédrales, Flammarion, 2002  (ISBN 978-2080682703).
- Demoiselles des Lumières, J'ai Lu, 2005  (ISBN 978-2290343456).
- La Chevauchée du flamand, Fayard, 2007  (ISBN 978-2290353608).
- 249, faubourg Saint-Antoine, Flammarion, 2006  (ISBN 978-2290003558).
- Moi, Milanollo, fils de Stradivarius, Flammarion, 2007  (ISBN 978-2290010358).
- Le Jeune Homme en culotte de golf, Flammarion, 2008  (ISBN 978-2290017951).
- La Calèche, Flammarion, 2010  (ISBN 9782081257146).